# Oganeszon

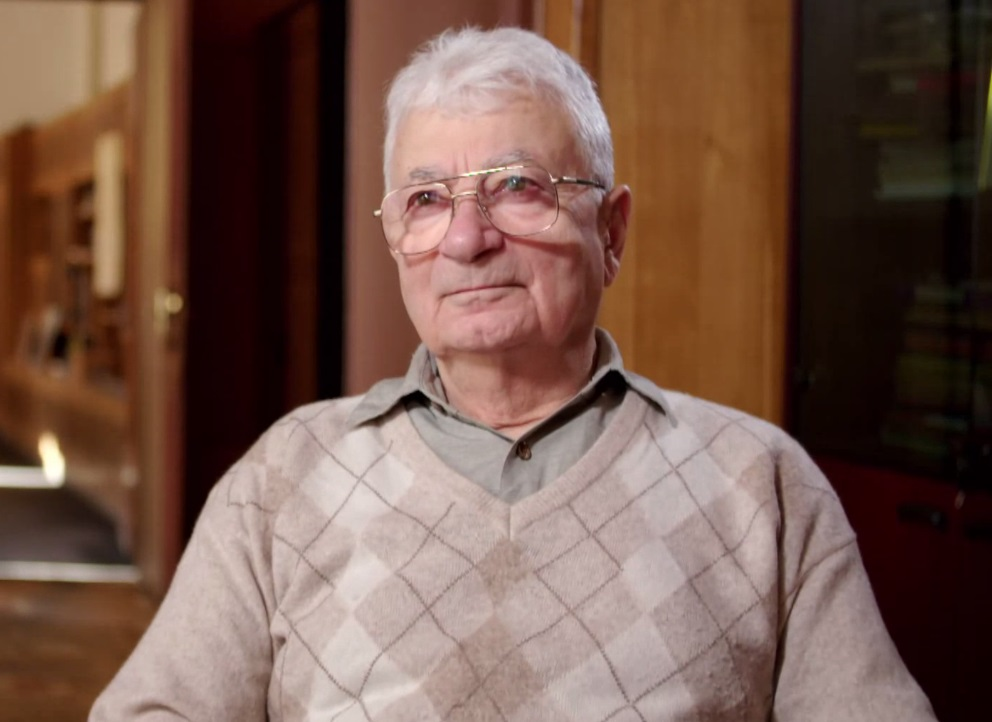
A oganeszont Jurij Oganyeszjan orosz atomfizikus után nevezték el

Az oganeszon (korábbi nevén ununoktium) a periódusos rendszer 118. eleme, amely a természetben nem található, mesterséges magreakcióval lehet előállítani.
Elnevezését egy orosz atomfizikusról, Jurij Oganyeszjanról (Юрий Цолакович Оганесян) kapta. A Magyar Tudományos Akadémia 2019. július 24-én kiadott ajánlásban javasolta az oganeszon nevet, noha az elem felfedezése óta a magyar nyelvhasználók szinte kizárólag az oganesszon alakot használták. A 2019-ben központilag előállított, minden magyar középiskolába 2019. augusztus végén kerülő fali periódusos rendszerben az oganesszon név szerepel. 1999-ben egyszer már bejelentették a létrehozását. Akkor azonban csak egyetlen atomról volt szó, de azzal kapcsolatban is kiértékelési pontatlanságokat találtak, így vissza kellett vonni a bejelentést.

## Története

### Korábbi feltételezések
Elsőként Niels Bohr Nobel-díjas dán fizikus latolgatta 1922‑ben egy 118‑as rendszámú elem létezésének/létrehozásának lehetőségét, ami a periódusos rendszerben a radon alatt foglalt volna helyet a hetedik nemesgázként. Ezután Aristid von Grosse írt egy tanulmányt 1965-ben, amiben megjósolta a 118. elem tulajdonságait.
Az előbbiek figyelemre méltó találgatások voltak, tekintve, hogy 1922-ben még nem létezett semmilyen eljárás instabil atomok megalkotására, a „stabilitás szigeteinek” fogalma pedig még nem volt ismert a hetvenes évekig. Nyolcvan évbe telt, mire Bohr első feltételezésétől eljutottak a valódi, tudományosan elismert létrehozásig, viszont megjósolt tulajdonságainak helyességét máig nem tudták igazolni, csak sejtik, hogy kémia tulajdonságai szerint a radon nehezebb „testvéreként” viselkedik.

### Sikertelen előállítási kísérletek
Sokkal később, 1998-ban Robert Smolańczuk lengyel fizikus publikált számításokat, melyek atomok magfúziós előállítására vonatkozott, különösen szupernehéz elemekére, beleértve a későbbi oganeszont. Számításai alapozták meg azt az elképzelést, hogy lehetséges oganeszont előállítani ólom és kripton fúziójával rendkívül jól kezelt körülmények között.
1999-ben a Lawrence Berkeley Nemzeti Laboratórium kutatói hasznosították az előbbi feltételezéseket, és bejelentették a livermórium (a 116., szintén szupernehéz elem) és az oganeszon felfedezését a Physical Review Letters nevű szaklektorált fizikai folyóiratban, majd kevéssel utána részletes eredményeket közöltek a Science folyóiratban. A kutatók ezt a reakciót írták le:
{\displaystyle \,_{36}^{86}\mathrm {Kr} +\,_{82}^{208}\mathrm {Pb} \to \,_{118}^{293}\mathrm {Og} +\mathrm {n} ^{0}}
A következő évben visszavonták eredményeiket, miután számos más intézet kutatóinak teljesen azonos körülmények mellett nem sikerült megismételni a reakciót, sőt, maga a Berkeley laboratórium sem volt képes rá. 2002 júniusában a laboratórium vezetője közölte, hogy a felfedezés mindössze Victor Ninov kutató által kitalált eredményeken alapszik.

### Felfedezésének eredményei
Az első bomlási sorozatát 2002‑ben figyelte meg az Egyesített Atomkutató Intézetben (JINR/Joint Institute for Nuclear Research) Dubnában, Oroszországban egy orosz-amerikai kutatócsoport Jurij Oganyeszjan orosz atomfizikus vezetésével.
Egy 2006-os bejelentés szerint az ununoktium ideiglenes nevű elemnek ezer órás kísérletben három atomját hozta létre Dubnában egy a Lawrence Livermore Nemzeti Laboratóriummal együttműködő csoport. Ebből a célból a 98‑as rendszámú kalifornium 249‑es tömegszámú izotópját bombázták a 20-as rendszámú kalcium 48‑as tömegszámú izotópjának az ionjaival, így az ununoktium 294-es tömegszámú izotópja jött létre.
{\displaystyle \,_{98}^{249}\mathrm {Cf} +\,_{20}^{48}\mathrm {Ca} \to \,_{118}^{294}\mathrm {Og} +\mathrm {3n} ^{0}}
Az oganeszon 0,9 milliszekundumos felezési idővel, alfa-bomlással a livermórium már ismert 293-as tömegszámú izotópjára, újabb alfa-bomlással a fleróvium 289-es tömegszámú izotópjára, majd egy harmadik alfa-bomlással a kopernícium 285-ös tömegszámú izotópjára bomlott. Ez a bomlási sor meggyőzően azonosítja az újonnan létrejött mesterséges elemet. Hosszú felezési ideje azt mutatja, hogy a 118. elem még a stabilitás szigetéhez tartozik.
Az új elem kémiai tulajdonságait nem volt mód vizsgálni, de a fizikusok arra számítanak, hogy ez az elem a radon után következő nemesgáz lehet. Hogy az új elem végleges nevet kapjon, arra még sokat kell várni. A mostani kísérletet nehéz lesz máshol reprodukálni, mert jelenleg a dubnai gyorsító az egyetlen a világon, amelyen berendezkedtek radioaktív céltárgyak kezelésére.
Az oganeszon már a hatodik olyan elem, amelyet a dubnai nehézion-gyorsítón hoztak létre először, ezen belül az ötödik, amelyet a Livermore Laboratóriummal együttműködésben állítottak elő.

### A felfedezés elfogadása
2015 decemberében a Nemzetközi Elméleti és Alkalmazott Kémiai Szövetség (IUPAC) és a Nemzetközi Elméleti és Alkalmazott Fizikai Szövetség (IUPAP) által alkotott Egyesült Munkacsoport hivatalosan is elismerte az elem felfedezését, és a névadás jogát a Dubna–Livermore-kollaborációnak tulajdonította.

### Elnevezése
Mengyelejev módszere szerint eleinte eka-radonnak hívták, majd 1979-ben az IUPAC a rendszáma (118) alapján az Ununoctium (latinul egy–egy–nyolc) elnevezést adta, vegyjele pedig Uuo lett. Ezt egészen első előállításáig használták, bár egy idő után a jóval köznyelvibb „118‑as elem” vagy egyszerűen „118” elnevezések váltak elterjedtté.
Mielőtt 2002-ben a Berkeley laboratórium visszavonta eredményeit, az új elemet ghiorsiumnak (Gh) szerették volna elnevezni Albert Ghiorso, a kutatás egyik vezetője után.
Az orosz kutatók 2006-os közleménye után az IUPAC szabályai szerint a feldező(ke)t illette az elnevezés joga. 2007‑ben a kutatóintézet két elnevezést vetett fel: fleróvium – Georgij Fljorov, a dubnai kutatóintézet alapítója után; illetve moszkóvium – Oroszország fővárosa, Moszkva után. A kutatás orosz vezetői meggyőződtek arról, hogy az elemet Oroszországgal kapcsolatban kell elnevezni, mivel más országban nem is tudnának ilyen kutatást elvégezni, azonban nem vették figyelembe, hogy például a szükséges kaliforniumot is amerikaiak biztosították nekik.
A két névjavaslat végül másik elemekkel párosult: a 114. elem kapta a fleróvium (Fl) nevet, moszkóviumnak pedig a 116. elemet szándékozták elnevezni. Végül az az elem livermórium (Lv) lett, így a 115-ös rendszámú szupernehéz elem neve lett moszkóvium (Mc).
Mivel az összes nemesgáz „‑on”-ra végződik a hélium kivételével, amelyről felfedezésekor nem tudták, hogy nemesgáz, a 118. elemnek is ilyen nevet szerettek volna adni. Viszont az IUPAC-szabályozás halogénekre (hagyományos angol neveik rendre „‑in” végződésűek) és nemesgázokra vonatkozóan is csak „‑ium” végződést engedélyez, de egy 2016‑os újítás lehetővé tette az „‑on” végződést nemesgázoknál, abban az esetben is, ha a VIII. főcsoportra jellemző tulajdonságai még nincsenek igazolva.
Ugyanazon év júniusára az IUPAC bejelentette, hogy – már korábban a szócikkben említett orosz kutatásvezető – Jurij Oganyeszjan atomfizikus után az új elem neve oganeszon (Og) lesz. Indoklásuk szerint 60 éves munkája során elért kiemelkedő eredményeiért, mint például a 106–113-as rendszámú elemek bizmuttal és ólommal történő hidegfúziós előállítása, illetve a 112–118‑as elemek melegfúziós előállítása 48‑as tömegszámú kalciumizotópokkal. Az elnevezés 2016. november 28‑án lett hivatalos. Oganessian később így vélekedett a döntésről:
„Ez nagy kitüntetés nekem. A 118-as elem felfedezését az orosz Egyesített Atomkutató Intézet és az amerikai Lawrence Livermore Nemzeti Laboratórium kutatóinak köszönhetjük, és az én kollégáim javasolták az oganeszon nevet. A gyermekeim és az unokáim már évtizedek óta az Egyesült Államokban élnek, de a lányom azt írta nekem, hogy nem aludt aznap éjszaka, amikor megtudta, mert sírt.”

## Fordítás
- Ez a szócikk részben vagy egészben  az   Oganesson című angol Wikipédia-szócikk fordításán alapul.  Az eredeti cikk szerkesztőit annak laptörténete sorolja fel. Ez a jelzés csupán a megfogalmazás eredetét és a szerzői jogokat jelzi, nem szolgál a cikkben szereplő információk forrásmegjelöléseként.